# 橋本浩志
橋本 浩志（はしもと ひろし、1964年7月26日 - ）は、日本の男性俳優、声優、司会者。千葉県出身。旧芸名、橋本 博。アイティ企画所属。

## 人物
かつて銀プロダクションに所属していた。現在はアイティ企画所属。
東京スクールオブミュージック専門学校の講師でもある。

## 出演

### テレビドラマ
再現ドラマ
- 驚き!謎マネー100連発・世間を騒がすアノ値段一挙公開スペシャル（日本テレビ） - 「山岳遭難編」友人 役
- 踊る!さんま御殿!!（日本テレビ） - 会社員、自動車教習所教官 役
- 奇跡の生還! 九死に一生スペシャル（日本テレビ） - 命の恩人 役
- 行列のできる法律相談所（日本テレビ） - 部長、探偵役 他
- 目撃!ドキュン（1994年4月6日 - 2002年6月26日、テレビ朝日） - 父親 役
- コロンブスのゆで卵（1996年4月21日 - 1997年9月10日、TBS） - ホッチキス会社エトナの社長 役
- 追跡!テレビの主役（1994年10月26日 - 1998年9月18日、テレビ東京） - 「渥美二郎編」渥美二郎 役、他 医師、タレント学校講師 役
- さんまの世にも不思議な名前物語
  - 「葛飾北斎」編 - 同心 役
  - 「橋幸夫、舟木一夫」編（1998年4月4日） - 遠藤実 役
- ベストタイム（2000年4月10日 - 2004年3月26日、TBS） - 「あなたの慰謝料、計算します」コーナー出演
- 年中夢中コンビニ宴ス（2000年10月14日 - 2001年3月17日、テレビ朝日） - 恋人サラリーマン 役
- ザ!世界仰天ニュース（2001年4月11日 - 、日本テレビ） - ドクター 役
- もしも体感バラエティ if（2002年10月5日 - 2004年3月27日、関西テレビ） - 「もしも人気占い師だったら…編」夫 役
- 危機対処シミュレーションバラエティ 危機一髪!SOS（2002年10月14日 - 2003年6月30日、フジテレビ） - 「アルツハイマー編」主人公 役
- ピンポン!（2006年10月2日 - 2009年3月27日、TBS） - 「奥様お悩みコーナー」

### 映画
- 実録・安藤昇侠道伝 烈火（2002年9月21日、監督：三池崇史）

### Vシネマ
- 実録　鯨道シリーズ
- LB熊本刑務所
- 新OLの性

### 舞台
- ミュージカル「リボンの騎士」（ジュラルミン大公 役）

### 公演
- 第25回 銀プロお笑い劇場
- 第26回 銀プロお笑い劇場
- 第27回 銀プロお笑い劇場
- 第28回 銀プロお笑い劇場
- 第29回 銀プロお笑い劇場

### テレビアニメ
1987年
- 機甲戦記ドラグナー（兵士）
- のらくろクン（店主任 他）

1988年
- 魔神英雄伝ワタル（村人）

1989年
- 獣神ライガー（配達人、隊員、自衛隊、パイロット、レポーター、警官B、担当官、店員、男B、町人、男A）
- 魔動王グランゾート（ウェイター、兵士、観光客、村人）
- 鎧伝サムライトルーパー（男A）

1990年
- 魔神英雄伝ワタル2（男、店の親父、ゴーキントン[3]）
- 勇者エクスカイザー（係員、ガードマン）

1991年
- 機甲警察メタルジャック（捜査官、所員、若手レスラー、工作員、時村、警備員）
- 絶対無敵ライジンオー（1991年 - 1992年、警官、警備員）
- 太陽の勇者ファイバード（消防隊員、警官、係員、所員、副操縦士、無線係）
- 新世紀GPXサイバーフォーミュラ（パイロット、男、係員、手下、管制員、コンピューター、メカニック）

1994年
- ハックルベリー・フィン物語（1994年 - 1995年、床屋、局員、男B、団員、船長、医者、牧師、男A、コック、ハンター、村人、使用人、老人、雑貨屋の店主、手下）

1995年
- 獣戦士ガルキーバ（アナウンサー）

1997年
- 手塚治虫の旧約聖書物語（召使い）

2000年
- おジャ魔女どれみ♯（株柳編集長）

2003年
- 明日のナージャ（ベルモンテ侯爵）

### OVA
1987年
- ダーティペア

1989年
- 機動戦士SDガンダム 外伝（剣士ジムコマンド、キラーズゴック、マッドゴーレム）
- クラッシャージョウ 最終兵器アッシュ（操縦士）
- クラッシャージョウ 氷結監獄の罠（囚人）
- 鎧伝サムライトルーパー 外伝（黒人B）
- 鎧伝サムライトルーパー 輝煌帝伝説（アナウンサー）

1990年
- SDガンダム外伝（剣士ジムコマンド、キラーズゴック、マッドゴーレム）
- 機動戦士SDガンダム MARK-III（ドム、怒武、刃亜坐武）
- 機動戦士SDガンダム MARK-V（ジェガン2）
- ダーティペア 謀略の005便（消防隊指揮官）
- YJ版レモンエンジェル（三田村）

### 劇場アニメ
1989年
- ヴイナス戦記（警官）

1991年
- 機動戦士ガンダムF91（青年）

### ドラマCD
- 機動戦士ガンダム 逆襲のシャア ベルトーチカ・チルドレン（クルーA）
- 天空伝サムライトルーパー（キャプテン）

### ゲーム
- あずみ

1995年
- ブラックソーン 復讐の黒き棘

2001年
- 春雨曜日（小鈴の父）

2002年
- ゴーストリコン

2015年
- スーパーロボット大戦BX（モンスターマッドゴーレム）

### 吹き替え
外国映画
- イキングット（ヨン牧師）
- ハッダーの世界（グゥアンビルア首長）
- マイ・シスターズ・キッズ（エリック・ルンド）

### ボイスオーバー
- 虎の門（2001年4月6日 - 2008年9月19日、テレビ朝日）〈田村正和、船越英一郎、オーストリア人コック〉

### VP
- キグナス石油
- 三菱石油
- 日産自動車保険
- 消防庁「マグニチュードX」
- 森高千里「二人は恋人」
- 小平産業「トラックショー96」
- 明治安田生命保険「ほほえみ君」（会社員 役）
- ビジネスコンプライアンス（Pリーダー 役）
- 臨床心理学DVD（上司 役）

### バラエティ
- ダウンタウンのガキの使いやあらへんで!!「笑ってはいけないシリーズ」（日本テレビ） - 司会者 役 ※通常放送時にも不定期出演

### イベント
- 明治安田生命保険「ほほえみ君」デモンストレーションイベント
- 結婚式司会

### ラジオ
スマートフォンラジオ
- 銀ナン劇場（アプリ：WALLOP）

### PV
- 「魁!ミッドナイト」（歌：RIKI）

### CM
- レナウン (企業)「通勤快足」
- NTTドコモ九州「吉田恵編」
- ジャスコ「スーツケース編」
- TCK テレビCM
- NTT西日本「フレッツ光」
- アメリカンホーム・ダイレクト「一言編」
- 理想科学工業「オルフィス5500A」
- ウィルコム インフォマーシャル
- トレインチャンネル 東京ガスCM「エネファーム・渡辺篤史が帰らない!?篇」 - 家族のお父さん 役